# Премозело-Киовенда
Премозѐло-Киовѐнда (на италиански: Premosello-Chiovenda; на пиемонтски: Premosel-Cioenda, Премозел-Чиоенда на местен диалект: Premusel, Премюзел) е село и община в Северна Италия, провинция Вербано-Кузио-Осола, регион Пиемонт. Разположено е на 220 m надморска височина. Населението на общината е 2052 души (към 2010 г.).